# فسژن
فسژن (به انگلیسی: Phosgene) با فرمول شیمیایی CCl2O یک ترکیب شیمیایی سمی است که به عنوان یک سلاح شیمیایی از نوع عامل تنفسی نیز شناخته می‌شود. این گاز در سلاح‌های شیمیایی استفاده می‌شود. که جرم مولی آن 98.92 g mol-1 می‌باشد. شکل ظاهری این ترکیب، گاز بی‌رنگ است.